# Villegaudin
Villegaudin – miejscowość i gmina we Francji, w regionie Burgundia-Franche-Comté, w departamencie Saona i Loara.
Według danych na rok 1990 gminę zamieszkiwało 113 osób, a gęstość zaludnienia wynosiła 13 osób/km² (wśród 2044 gmin Burgundii Villegaudin plasuje się na 797. miejscu pod względem liczby ludności, natomiast pod względem powierzchni na miejscu 1002.).